# Amiable Child Monument
O Amiable Child Monument (br / pt: Monumento Criança Amável) é um monumento localizado em Riverside Park, na cidade de Nova Iorque. Fica perto das pistas sul da Riverside Drive, ao norte da 122 Street.
É um monumento em homenagem a um menino que morreu, na época em que o local era uma área de casas de campo, perto da cidade de Nova Iorque. Um dos lados do monumento, está escrito: "Erigido à memória de uma criança amável, St. Claire Pollock, morreu em 15 de julho de 1797 no quinto ano de sua vida". O monumento é composto de uma urna de granito sobre um pedestal de granito dentro de uma grade de ferro. O monumento, erguido originalmente por George Pollock, que era o pai ou o tio do menino, foi substituído duas vezes devido à deterioração. O marcador de presenças foi colocado em 1967, substituindo um marcador de mármore instalado pela prefeitura em 1897. O monumento é o único túmulo localizado em terras particulares.